# Военные беседы о морском государстве
Военные беседы о морском государстве (яп. 海国兵談) — 16-томный политический трактат Хаяси Сихэя Периода Эдо, посвящённый неадекватной по мнению автора военно-морской политике Японской империи перед лицом «южной политики» Российской империи, описанию вооружения западных держав, а также аргументы в пользу усиления японских вооружённых сил и против политики изоляционизма Сёгуната Эдо. 
Сихэй решил написать книгу после его визита в Нагасаки в 1777 году, где он узнал от главы голландского торгового представительства о российских планах по продвижению в глубь Сибири. Первый том был отпечатан в 1787 с помощью «мокухан» (ксиллографическая гравировка). Из-за финансовых трудностей автора процесс издания всех томов растянулся на 3 года до 1791. Для избежания цензуры книга была издана самиздатом. В 1792 книга после издания была запрещена за то, что в ней без разрешения публично обсуждались вопросы национальной безопасности, а сам Сихэй был помещён под домашний арест. Публикация оказала влияние на замкома генштаба флота Сато Тэцутаро.